# Катастрофа Ту-134 в Куйбышеве
Катастрофа Ту-134 в Куйбышеве — крупная авиационная катастрофа, произошедшая в понедельник 20 октября 1986 года. Авиалайнер Ту-134А предприятия «Аэрофлот» выполнял внутренний рейс SU-6502 по маршруту Свердловск—Куйбышев—Грозный, но при заходе на посадку в Куйбышеве жёстко сел на ВПП аэропорта Куйбышева и разрушился. Из находившихся на его борту 94 человек (87 пассажиров и 7 членов экипажа) выжили 24, все получили ранения.
Причиной катастрофы стало преступное пренебрежение правилами безопасности полётов со стороны командира экипажа.

## Самолёт
Ту-134А (регистрационный номер СССР-65766, заводской 62327, серийный 52-07) был выпущен Харьковским авиационным заводом 28 июня 1979 года. 9 июля того же года был передан Ростовскому ОАО Северо-Кавказского УГА авиакомпании «Аэрофлот» (в 1984 году был переведён в Грозненский ОАО). Оснащён двумя турбореактивными двигателями Д-30 производства Пермского моторного завода. На день катастрофы совершил 9689 циклов «взлёт-посадка» и налетал 16 154 часа.

## Экипаж
Самолётом управлял экипаж из 82-го лётного отряда, его состав был таким:
- Командир воздушного судна (КВС) — Александр Васильевич Клюев.
- Второй пилот — Геннадий Алексеевич Жирнов.
- Штурман — Иван Андреевич Мохонько.
- Бортмеханик — Кюри Хасанович Хамзатов.

В салоне самолёта работали три стюардессы: А. А. Рунг, Л. А. Ветрова и Е. Ю. Иващенко.

## Хронология событий
Рейс SU-6502 вылетел из Свердловска в 14:33 MSK; выполнял его Ту-134А борт СССР-65766, на его борту находились 7 членов экипажа и 87 пассажиров (среди них было 14 детей, а ещё 6 пассажиров не были зарегистрированы). В 15:31 рейс 6502 начал заход на посадку в аэропорту Курумоч в Куйбышеве, пилотирование осуществлял КВС. Заход на посадку производился с магнитным курсом 151° днём в простых метеоусловиях (облачность 4/0 верхняя, видимость 10 километров, ветер 170° 3 м/с, на высоте круга — 200°, 5 м/с), но к ВПП лайнер подходил на скорости 285—295 км/ч и большим углом тангажа.
В 15:50 MSK рейс SU-6502 на скорости 280 км/ч жёстко приземлился на ВПП аэропорта Курумоч. От сильного удара все три стойки шасси сложились, и лайнер лёг на «брюхо»; в 36 метрах после торца ВПП оторвалась левая часть крыла, в 78 метрах после торца выплеснувшийся из разрушенных баков керосин воспламенился. В 214 метрах после торца взлётной полосы самолёт развернуло вправо, ещё через 60 метров лайнер сошёл с ВПП на грунт и, лишившись уже правой части крыла, опрокинулся на верхнюю часть фюзеляжа, после чего, проскользив ещё 254 метра, разломился на две части, остановился и загорелся (в 70 метрах слева от взлётной полосы и в 528 метрах от её торца).
Пожар на месте катастрофы был ликвидирован аварийно-спасательной службой аэропорта Курумоч и пожарными подразделениями Куйбышева. В катастрофе погибли 70 человек — 4 члена экипажа (второй пилот и все 3 стюардессы) и 66 пассажиров (6 из них умерли в больницах); изначально второй пилот выжил в катастрофе и активно участвовал в спасательной операции, но отравился продуктами горения и умер по дороге в больницу. Выжили 24 человека — 3 члена экипажа (КВС, штурман и бортмеханик) и 21 пассажир; 16 из них были вытащены спасателями, остальные покинули горящий самолёт самостоятельно или были вынесены вторым пилотом.

## Расследование
Согласно заключению специальной комиссии, причиной катастрофы стало преступное пренебрежение правилами безопасности полётов — ещё во время предполётной подготовки перед вылетом в Куйбышев КВС поспорил со вторым пилотом, что сможет посадить самолёт «вслепую» (по одним показаниям приборов). В 15:31, перед началом захода на посадку, командир закрыл обзорные окна кабины со своей стороны шторкой для защиты от солнца и повёл лайнер на посадку; второй пилот, штурман и бортмеханик не препятствовали его действиям.
Шторка нужна для имитации полёта/посадки по приборам, которые лётчикам нужно периодически делать для подтверждения квалификации. На высоте принятия решения полоса должна быть видна даже в туман, в противном случае заход прерывается, и лётчик или пытается увидеть полосу на следующем круге, или летит на запасной аэродром — а если приборная посадка имитируется, незадолго до этой высоты шторку надлежит открыть.
В итоге к взлётной полосе самолёт подошёл выше глиссады и со слишком большими вертикальной и горизонтальной скоростями. На высоте принятия решения об уходе на второй круг КВС продолжил заход на посадку за шторкой (кроме того, вплоть до столкновения с ВПП второй пилот вообще не управлял самолётом). За 1 секунду до приземления командир дал бортмеханику команду открыть шторку, но тот не успел её выполнить, а второй пилот не принял мер по выравниванию самолёта и потом запоздало взял штурвал «на себя».

## Суд
Командир рейса 6502 Александр Клюев был приговорён судом к 15 годам лишения свободы. После пересмотра дела срок уменьшили до 6 лет, которые он полностью отсидел, выйдя на свободу в 1994 году.

## Цитаты
…Случаются среди нашего брата примеры совершенной глупости, хоть и из лучших побуждений.
Мало мы стали летать. Теряется квалификация, а тренажеры наши в этом плане — металлолом. Хочется капитану себя потренировать, так, чтобы поближе к реальным условиям. Без дураков. И он закрывает лобовое стекло шторкой, а бортмеханику наказывает на ВПР эту шторку открыть — ну чем не заход в сложных условиях. И нервы заодно потренировать…
Дурак — это человек, который не способен предвидеть последствия своих действий. На ВПР шторку заело. Капитан с бортмехаником бросили всё и стали эту шторку открывать. Второй пилот, увлёкшись наблюдением за их действиями, разинул рот. Самолёт грубо приземлился, развалился и сгорел, а экипаж остался жив; ещё бегали, пытаясь вытащить из-под обломков пассажиров.
После этого у нас шторки запломбированы. Защита от дурака.
Василий Ершов. «Раздумья ездового пса» (глава «Человеческий фактор»)